# Challenger Series - Indian Wells 2018
Le Challenger Series - Indian Wells 2018, note come Oracle Challenger Series - Indian Wells 2018 per motivi di sponsorizzazione, sono state un torneo di tennis giocato su campi in cemento. È stata la prima edizione del torneo, che faceva parte del WTA Challenger Tour 2018 femminile e dell'ATP Challenger Tour 2018 maschile. Si sono giocate a Indian Wells dal 24 febbraio al 4 marzo 2018.

## Partecipanti

### Teste di serie
| Nazionalità          | Giocatore        | Ranking* | Testa di serie |
| -------------------- | ---------------- | -------- | -------------- |
| Romania              | Marius Copil     | 73       | 1              |
| Bosnia ed Erzegovina | Mirza Bašić      | 74       | 2              |
| Canada               | Vasek Pospisil   | 83       | 3              |
| Stati Uniti          | Taylor Fritz     | 85       | 4              |
| Stati Uniti          | Frances Tiafoe   | 91       | 5              |
| Russia               | Michail Južnyj   | 93       | 6              |
| Francia              | Jérémy Chardy    | 96       | 7              |
| Israele              | Dudi Sela        | 97       | 8              |
| Germania             | Yannick Hanfmann | 117      | 9              |

* Ranking al 19 febbraio 2018.

### Altri partecipanti
I seguenti giocatori hanno ricevuto una wildcard per il tabellone principale:
- Evan King
- Sebastian Korda
- Reilly Opelka
- Noah Rubin

Il seguente giocatore ha avuto accesso al tabellone principale come special exempt:
- Dennis Novikov

Il seguente giocatore ha avuto accesso al tabellone principale come alternate:
- Ricardo Ojeda Lara

I seguenti giocatori sono passati dalle qualificazioni:
- Marcos Giron
- Christian Harrison
- Mitchell Krueger
- Alexander Sarkissian

Il seguente giocatore ha avuto accesso al tabellone principale come lucky loser:
- Nicolaas Scholtz

### Torneo femminile

#### Teste di serie
| Nazionalità   | Giocatrice            | Ranking* | Testa di serie |
| ------------- | --------------------- | -------- | -------------- |
| Polonia       | Magda Linette         | 55       | 1              |
| Stati Uniti   | Varvara Lepchenko     | 66       | 2              |
| Taipei Cinese | Hsieh Su-Wei          | 69       | 3              |
| Ucraina       | Kateryna Bondarenko   | 78       | 4              |
| Stati Uniti   | Jennifer Brady        | 88       | 5              |
| Italia        | Francesca Schiavone   | 93       | 6              |
| Russia        | Natalia Vikhlyantseva | 94       | 7              |
| Cina          | Duan Ying-Ying        | 96       | 8              |

* Ranking al 19 febbraio 2018.

#### Altre partecipanti
Le seguenti giocatrici hanno ricevuto una wild card:
- Vera Zvonareva
- Danielle Collins
- Ashley Kratzer
- Caroline Dolehide

Le seguenti giocatrici sono passate dalle qualificazioni:
- Victoria Duval
- Sara Errani
- Naomi Broady
- Amanda Anisimova
- Wang Yafan
- Misaki Doi

## Punti e montepremi

### Torneo maschile
| Torneo             | Torneo              | V      | F      | SF    | QF    | 2T    | 1T    | Q | Q2  | Q1  |
| Singolare maschile | Punti               | 125    | 75     | 45    | 25    | 10    | 0     | 5 | 0   | 0   |
| Singolare maschile | Premi in denaro ($) | 24.000 | 13.500 | 7.300 | 4.875 | 2.325 | 1.225 | – | 610 | 425 |
| Doppio maschile    | Punti               | 125    | 75     | 45    | 25    | -     | -     | – | –   | –   |
| Doppio maschile    | Premi in denaro ($) | 6.700  | 3.300  | 1.700 | 910   | -     | 550   | – | –   | –   |

### Torneo femminile
| Torneo              | Torneo              | V      | F      | SF    | QF    | 2T    | 1T    | Q | Q2  | Q1  |
| Singolare femminile | Punti               | 160    | 95     | 57    | 29    | 15    | 1     | 6 | 4   | 1   |
| Singolare femminile | Premi in denaro ($) | 24,000 | 13,500 | 7,300 | 4,875 | 2,325 | 1,225 | – | 610 | 425 |
| Doppio femminile    | Punti               | 160    | 95     | 57    | 29    | -     | 1     | – | –   | –   |
| Doppio femminile    | Premi in denaro ($) | 6.700  | 3.300  | 1.700 | 910   | -     | 550   | – | –   | –   |

## Campioni

### Singolare maschile
Martin Kližan ha sconfitto in finale  Darian King con il punteggio di 6-3, 6-3.

### Singolare femminile
Sara Errani ha sconfitto in finale  Kateryna Bondarenko con il punteggio di 6-4, 6-2.

### Doppio maschile
Austin Krajicek /  Jackson Withrow hanno sconfitto in finale  Evan King /  Nathan Pasha con il punteggio di 6(3)–7, 6-1, [11-9].

### Doppio femminile
Taylor Townsend /  Yanina Wickmayer hanno sconfitto in finale  Jennifer Brady /  Vania King con il punteggio di 6-4, 6-4.